# La inocente
La inocente es una película dramática mexicana de 1972, dirigida por Rogelio A. González y escrita por Patricia Kennedy y Miriam Salinas de González. Protagonizada por Meche Carreño, Lilia Michel, Sara García, Lorena Velázquez y Rojo Grau, la historia se centra en una chica llamada Constancia que, junto a su madre, sufre por padecer infantilismo.
La cinta es considerada como pionera en la cinematografía mexicana por haber abordado un tema relacionado con la salud mental, para ese entonces poco conocido, al igual que por su crítica a la falta de educación sexual en la sociedad mexicana.

## Argumento
Constancia (Meche Carreño) es una joven que padece infantilismo. Ella se encuentra al cuidado de su madre, Alicia, y de una mujer que le ayuda a esta última, Petra. Ambas suelen tener momentos complicados debido al comportamiento de Constancia, quien aún cree que es una niña y no se da cuenta de que sus actos, la mayoría de ellos, resultan perjudiciales para su integridad física y emocional. Ante todo esto, Alicia piensa en una recomendación que el doctor de Constancia le hace, internarla en un asilo psiquiátrico, pero su madre (Sara García), abuela de su hija, la desalienta a hacerlo. 
Por otra parte, Juan es un joven de la misma edad de Constancia que suele ayudar a Alicia con trabajos hogareños para ganar un poco de dinero, debido a que su padre le pone poca atención y su madrastra lo trata mal. En un momento impulsivo, Juan abusa sexualmente de Constancia, quien no comprende la gravedad de lo que pasó. Aquejado emocionalmente por lo que hizo, Juan se suicida mientras conduce el coche de su padre, mismo que lleva hasta el vacío de un barranco. Constancia queda embarazada tras su ataque, y tanto sus médicos como su madre deciden apoyarla para tener al bebé. Cuando este nace, siendo una niña, Constancia no entiende del todo que es su hija, y la trata como si fuera una muñeca y con poca delicadeza. Esto continúa siendo una difícil carga para su mamá y su cuidadora. 
Cuando Petra debe salir de casa por una emergencia familiar, Constancia y la bebé se quedan solas. Constancia, desprevenida y distraída, provoca un incendio en su casa, lo que pone en peligro la vida de su hija; no obstante, ella entra a la casa para poder salvarla. Para sorpresa de la mamá de Constancia, no se trata de la bebé, sino de la muñeca. Poco después, llega a ellas la abuela de Alicia, quien sacó a la bebé de la casa antes del incendio, cuando la encontró sola. Las tres son atendidas por los paramédicos.

## Reparto
- Meche Carreño como Constancia[5]
- Lilia Michel como Alicia[5]
- Sara García como la abuela[5]
- Lorena Velázquez como la madrastra de Juan[5]
- Rojo Grau (acreditado como Rogelio A. González III) como Juan[5]
- Alicia Montoya como Petra[5]
- Bruno Rey como el padre de Juan[5]
- Guillermo Argüelles como el doctor[5]
- Cecilia Leger (acreditada como Ma. Cecilia Leger) como la anciana en el parque[5]
- Martha Beatriz Carrillo como la anfitriona en la fiesta de niños[5]
- Enriqueta Carrasco como la señora mala[5]

### Con personajes desconocidos
- Bertha Llergo[5]
- Nicolás Jasso[5]
- Fernando Naranjo[5]
- Enrique Fernández[5]

### Sin acreditar
- José Chávez Abundiz como el policía[5]
- María Luisa Cortés como una invitada en la fiesta de niños[5]
- Abel Cureño como el paletero[5]
- Ángel de la Peña como el albañil libidinoso[5]
- Eduardo MacGregor como el doctor Mendoza[5]
- Bernabé Palma como el albañil libidinoso[5]

## Estreno
La inocente se estrenó en cines de México el 2 de noviembre de 1972.